# Кенада (Росія)
Кена́да (рос. Кенада) — селище у складі Ванінського району Хабаровського краю, Росія. Адміністративний центр Кенадського сільського поселення.

## Географія
Кенада розташовується в горах хребта Сіхоте-Алінь на річці Мулі (притока річки Тумнін), на Комсомольській гілці Далекосхідної залізниці.

## Історія села
Селище було засноване в 1955 році. Перші жителі переселилися із закритого Агніє-Афанасіївського рудника в Ульчському районі Хабаровського краю. Селище створювалося як центр золотодобувної промисловості Ванінського району. Поруч з вокзалом розташовувалися пилорама і дизель-електростанція. Влітку 1955 року з'явилися перші будинки, почалася споруда школи. Золото видобувалося відкритим способом. Робилися спроби добувати рудне золото, проте шахтний видобуток згорнули. Після кризи початку 1990-их в селищі перестали вести розвідку нових родовищ золота, а старі поступово вичерпали свій ресурс. Поступово видобуток золота став поступатися місцем лісозаготівлі.

## Населення
Населення — 775 осіб (2010; 940 у 2002).
Національний склад (станом на 2002 рік):
- росіяни — 89 %

## Устрій
Основна частина селища розташовується на північ від залізниці, яка ділить його на дві частини. Вулиці розташовані паралельно залізниці. Частина селища, яка розташовується на південь від залізниці, називається місцевими жителями Нахаловка. За свідченнями місцевих жителів назва походить через те, що будинки в цій частині селища розташовуються безладно, оскільки забудова здійснювалася не за планом.

## Господарство
Основне заняття населення: лісозаготівлі, освіта, лісоохорона. Розвинене полювання і збирання дикорослих рослин, грибів і ягід.

### Енергетика
Енергосистема селища ізольована. У селищі діє дизельна електростанція. У другій половині 1990-х років у зв'язку з перебоями в поставках дизельного палива в селищі діяв режим обмеження подачі електроенергії — енергія подавалась по 12 годин на добу. З 2003 року поставки палива на електростанцію нормалізувалися. Частина селища (вулиці МСО-9, Мостова, Залізнична) підключені до залізничної електричної мережі. З введенням в дію ЛЕП 35 кВ « Високогірний — Кенада» в 2012 році Кенада включена в енергосистему Хабаровського краю .

### Транспорт
У селищі є залізнична станція, вертолітний майданчик. Автомобільні дороги, які пов'язують селище з найближчими населеними пунктами — грунтові. Дороги пов'язують селище з сусідніми населеними пунктами — с. Като, с. Датта (Мулі-Датта), смт Високогірний. До початку 1990-х років по селу курсував рейсовий автобус з маршрутом вул. Радянська — залізнична станція.

### Зв'язок
У селищі діють відділення поштового зв'язку, АТС на 200 номерів. З 2000 року міжміські та міжнародні дзвінки здійснюються автоматично (до цього вони були можливі тільки через оператора). З 31 серпня 2010 у селищі є мобільний зв'язок оператора МТС. Приблизно з цього ж часу мешканці отримали можливість користуватися послугами швидкісного інтернету (DSL), наданими Ванінським відділенням ВАТ «Ростелеком» («Дальсвязь»).

### Освіта
Єдиним освітнім закладом є загальноосвітня школа (Кенадська середня школа). Сучасна будівля школи, побудована в 2000 році, здатна навчати до 200 учнів.